# Туренин, Василий Иванович Жар
Василий Иванович Жар Туренин (погиб в 1633 году в Ногайской степи) — князь, стольник и воевода, последний представитель князей Турениных, ветви князей Оболенских, XXII колено от Рюрика.
Единственный сын князя Ивана Самсоновича Туренина. Прозвище Жар получил за пылкость характера.

## Биография

### Происхождение и первые известия
Василий Иванович Жар Бобосов Туренин происходил из княжеского рода Турениных. Так как Туренины были ветвью Оболенских то в ряде исторических работ они именуются Туренины-Оболенские, в других просто Туренины. В свою очередь род Турениных тоже делился на ветви: у В.Кобрина князь Василий Иванович (вместе с отцом, дядями и дедом) в честь прадеда Ивана Борисовича Бобоса Туренина именуется Бобосовым Турениным. Под именем «князь Василей Іванович Турѣнин Оболенской Жар» назван У Белокурова С. А..
Василий Иванович был единственным сыном Ивана Самсоновича Туренина (умершего в 1597) и его жены Домны Ивановны. Г.Власьев писал, что Домна была дочерью Ивана Борисовича Зачесломского и Анны Фёдоровны
Также в этом браке родились одна или несколько дочерей. В. Кобрин называл одну — Дарью Ивановну ставшую женой П. Ф. Басманова. Г.Власьев писал о Марье Ивановне, жене князя Андрея Владимировича Кольцова-Мосальского и о Елене Ивановне, жене князя Ивана Семёновича Куракина, а также Дарье (умерла в 1603 году), жене П. Ф. Басманова. В. Богуславский называл двух сестер Василия — Дарью, жену П. Ф. Басманова и «неизвестную», ставшую женой И. С. Куракина.
Год рождения Василия Туренина не известен. Но сопоставление данных биографии позволяет предположить, что это вероятно было в 1580-начале 1590-х годов: Василий Иванович уже в 1604 году командовал отрядом, а в 1608 и 1617 годы был рындой.
Первое упоминание о Василие Туренине относится к 1604 году. По приказу царя Бориса Годунова в ноябре 1604 года стольник царевича Фёдора Борисовича Василий Иванович выставил 9 конных человек. И был направлен против Лжедмитрия I. И хотя в дальнейшем события Смуты развивались стремительно: смерть Бориса Годунова в 1605 и правление Федора Годунова, переход родственника Василия Туренина — П. Ф. Басманова на сторону Лжедмитрия и царствование того в 1605—1606 годы, гибель самозванца в 1606 году и приход к власти Василия Шуйского, но об участии в них и о жизни в 1605—1606 годы Василия Ивановича ничего не известно.
Бабулин И.Б допускал, что Василий Туренин мог участвовать в битве под Новгородом-Северским (декабрь 1604 года) и в битве при Добрыничах (январь 1605 года), но данных об этом нет.

### На службе Василию Шуйскому
Вновь о Василии Ивановиче Туренине источники сообщают в 1607 году. В это время князь под Калугой и Тулой сражался против Ивана Болотникова, защищая интересы царя Василия Шуйского.
В январе 1608 года Василий Иванович назван в чине рынды (телохранителя) царя Василия Шуйского на одном из приёмов литовских послов.
В июне 1608 года Лжедмитрий II подошел к Москве и занял Тушино. Пользуясь тем, что два двора именующих царскими расположены рядом многие придворные стремившиеся ускорить карьеру или искавшие земельные пожалования переходили из Москвы в Тушино и из Тушино в Москву. Василий Иванович Туренин ставший при царе Василии IV Шуйском чашником и рындой, не только не отъезжал, но по мнению Тюменцева И. О. вошёл в немногочисленный круг доверенных лиц царя Василия IV.
В марте 1610 года осада тушинцами Москвы была снята. 18 апреля 1610 (8 апреля 7118) года Василий Шуйский в честь «Великого дня» пригласил в Золотую палату к столу бояр Ивана Михайловича Воротынского, Бориса Михайловича Лыков-Оболенского и окольничего Семёна Васильевича Головина. На этом обеде Василий Туренин «смотрел кривой стол».

### Туренин или Тюфякин
В июле 1610 года в результате боярского переворота, поддержанного жителями Москвы, Василия Шуйского низложили. А через какое то время постригли в монахи. В источниках, а затем и работах исследователей:

В лето 7118 (1610 г.), июля в 19 день Рязанец дворянин Захарей Ляпунов да князь Петр Засекин с своими советники царя Василиа силою постригошя в чернеческий чин. Обещание же за царя отвещеваше князь Василей Туренин; и предашя под начало в Чюдов монастырь. И потом вскорe и царицу его Марию постригошя силою же и отдашя в Ывановской монастырь; а братию его, князя Дмитреа да князя Ивана Ивановичов Шуйских отдашя за приставов — «Сказание Авраамия Палицына». Глава 61
Но разрядные книги XVII века описывают ситуацию несколько иначе:

княз Василей Тюфякин, Гаврило Пушкин да княз Федор Волконской с товарыщи и из мелких людей без патриархова ведома и без боярского приговору, самоволством, собрався, царя Василья постригли и с
царицою— Белокуров С. А. Разрядные записи за Смутное время 7113-7121. I стр. 19

царя и великого князя Василья Ивановича всеа Русии ссадили бояре з государства и отдали в Литву, постригши; а отрекался за него дворянин княз Василей Тюфякин— Белокуров С. А. Разрядные записи за Смутное время 7113-7121. IV стр. 126
В современном событиям Новом летописце говоривший за царя также назван — Тюфякин.

Наутро же те [заговорщики] умыслили и, взяв из Чудова монастыря священников и дьяконов, приехали к царю Василию на старый двор и начали его постригать [в монахи]. Он же на вопросы к пострижению не давал ответов, говоря: «Нет моего желания к пострижению». Выступил же из них один заговорщик, князь Василий Тюфякин. Тот же за него отрицался [от мира], и так его постригли, и отвезли его в Чудов монастырь. Царицу также неволею постригли в Вознесенском монастыре. Патриарх же Гермоген о том очень опечалился. Царя же Василия называл мирским именем, а того князя Василия проклинал и называл его иноком. Царица же также на пострижении ответов не давала.— Новый летописец 239. О пострижении царя Василия
Таким образом по одним источникам Василий Туренин, по другим Василий Тюфякин играл активную роль в насильственном пострижении Василия Шуйского в монахи в 1610 году. Этот князь отвечал за свергнутого царя на вопросы священника.
Проблема осложняется тем, что Тюфякины и Туренины были дальними родственниками, хоть и принадлежали к разным ветвям рода Оболенских. И несколько представителей этих родов в начале XVII века носили имя Василий: Василий Петрович Муса Туренин, Василий Иванович Жар Туренин, Василий Михайлович Тюфякин и Василий Васильевич Тюфякин (младший).
Щербатов М. М. в 1791 году называл некого Василия Тюфякина, Н. М. Карамзин в 1829 голу назвал некого Василия Туренина, но в примечании 570 перечисляя версии изложенные у Авраамия Палицына, в Хронографе, Никоновской летописи, Степенной книге, Древней российской вивлиотике называл говорившего от имени царя некого Василия Туренина, некого Василия Тюфякина и Ивана Салтыкова. П. М. Строев создавая указатель по Карамзину идентифицировал упомянутых Василия Туренина как Василия Петровича Мусу Туренина, а Василия Тюфякина как Василия Васильевича Тюфякина (старшего). С. М. Соловьёв называл версию где голосом Шуйского говорил Василий Тюфякин. Г. А. Власьев критиковал идентификацию Строева, так как Василий Петрович Муса Туренин умер в 1605 году, а Василий Васильевич Тюфякин (старший) умер в 1595 году. Считая, что Василий Васильевич Тюфякин (младший) в 1610 был молод Г. А. Власьев названых князей идентифицировал как Василия Ивановича Жара Туренина и Василия Михайловича Тюфякина. Скынников Р. Г. называл Василия Туренина обвиняя его в неблагодарности. Козляков В. Н. называл двух кандидатов (не уточняя отчество и прозвище) и Василия Тюфякина и Василия Туренина. Бабулин И. Б. считал, что голосом царя говорил Василий Михайлович Тюфякин, а А. Палицын или не проверив информацию или умышленно оговорил Василия Туренина у которого была безупречная репутация.

### Правление Михаила Романова
После освобождения Москвы Василий Иванович участвовал в работе Земского собора избравшего нового царя. И хотя подпись Василия Туренина о возведении на царство Михаила Фёдоровича Романова стоит на грамоте мая 1613 года об избрания царём, но на тот момент Василий Иванович был уже воеводой Торопца.
Бабулин И.Б ссылаясь на Бельский летописец, работы Пшэпюрка А. Г. и М. И. Семевского писал, что осада Торопца началась в марте 1613 года. И хотя войско А. Гонсевского состоявшее из гусарских и казачьих хоругвей, наёмных шотландских и ирландские рот, а также запорожских полков М. Хвостовца и Барышпольца и черкасов было больше, защитники Торопца в течение месяца оказывали упорное сопротивление. Не добившись успеха Гонсевский заключил с Василием Турениным перемирие и вернулся в крепость Белую. Местный торопецкий летописец одержанную победу оценил как чудо.
Рабинович Я. Н. считал, что в Торопец Василий Туренин мог прибыть в конце 1612/начале 1613 года. Оборону Торорца Рабинович датировал концом февраля — 23 мая 1613 года. А успехи в обороне связывал с железной дисциплиной, введенной Василием Ивановичем в первые месяцы его управления. Помог и отряд С. В. Прозоровского, посланный в июне 1613 года через Торопец на помощь Пскову. В августе 1613 года князь Василий Туренин был сменён в Торопце князем Алексеем Юрьевичем Сицким. Исследователи ссылаясь на «Книгу сеунчей 1613—1619 гг.» пишут, что 21 декабря 1613 года стольник князь Василий Иванович, «за торопецкую службу и за осадное сиденье дано государева жалованья у стола кубок серебрян, золочен. с покрышкою… Весу в нём четыре гривенки четырнатцать золотников… Шуба камка бурская… на соболех… цена семьдесят девять рублев дватцать семь алтын три денги…».
Летом 1614 года был назначен первым воеводой в Самару, где сменил князя Д. П. Пожарского.
В марте-ноябре 1615 году войска польского полковника А. Лисовского, желая отвлечь русские войска от осады Смоленска совершили рейд по центральным областям Русского царства: Брянск — Карачёв — Орёл — Кромы — Болхов — Белев — Перемышль — Ржев — Торжок — Углич — Ярославль. Для борьбы с Лисовским собирались войска. Указом от 25 октября 1615 года Василий Ивановичу Туренин вместе с Тимофеем Васильевичем сыну Измайловым должны были собрать с Замосковных городов войска в Ярославле. К ним со стороны Ржева должен был подойти отряд Михаила Петровича Барятинского. Исследователи оценивают эти силы в 2105 человек (в том числе 1442 русских служилых людей, 602 выходцев из «Литвы и немцев» и 61 служилых «татар»). 24 ноября (2 декабря) 1615 Лисовский разбил лагерь у Романова и Даниловой слободы. Узнав о том что враг стоит от города в 15 верстах и разоряет окрестные селения Туренин и Измаилов вышли к ему навстречу и уже 27 ноября(5 декабря) 1615 прислали в Ярославль 10 пленных. Отказавшись от мысли захватить Ярославль или Кострому Лисовский через Суздаль, Муром направился на Рязань. В погоню за ним направились отряды Туренина и Барятинского. Из-за того что М. П. Барятинский медленно продвигался на соединение с Турениным и Измайловым, «и идучи села и деревни розорял», а потом медленно преследовал польские отряды его по царскому указу в Суздале посадили в тюрьму, а все войска подчинили Василию Ивановичу. Со стороны Мурома на перехват лисовчиков во главе отряда из 1778 человек вышел воевода Михаил Самсонович Дмитриев, со стороны Рязани во главе отряда из 2074 человек князь Фёдор Семёнович Куракин. Первоначально координировать их должен был Туренин, но после того как стало известно о том что Лисовский осадил Муром отряды Туренина и Дмитриева по царскому приказу были подчинены Куракину. Войско Лисовского в декабре 1615 года было настигнуто и разбито в Любутской волости Алексинского уезда на реке Пчельне. И хотя Лисовскому удалось вернутся в Польшу, «многихъ Литовскихъ людей побили» и 85 человек попало в плен.
Весной 1616 — зимой 1616 года Василий Иванович был воеводой Мценска, одновременно возглавляя при нападении ногайцев передовой полк.. Осенью 1616 года отряды лисовчиков подчиненных Ходкевичу напали на окрестности Стародуба. Воеводам «украиных городов» из Мценска Василию Ивановичу Туренину и Дмитрию Федоровичу Скуратову, из Новосиля Михаилу Самсоновичу Дмитриеву и Ивану Ивановичу Чичерину в ноябре 1616 года было приказано идти в Болхов и отразить неприятеля. После того как Василий Туренин сообщил что болен и не может служить его отозвали в Москву, Чичерина оставили в Новосиле, а воеводами в северском походе оставили Скуратова и Дмитриева. В декабре 1616 года отряды Скуратова и Дмитриева были разбиты под Болховом
В феврале 1617 году Василий Иванович на приёме посла «Юргенского» правителя исполнял придворные должности: рынды, в белом платье, при приёме посла «за столом вина наряжал».
В 1617 Василий Туренин был воеводой «на Рязани», а также воеводой в большого полку в Переславле-Резанском. В связи с этим, назначенный в передовой полк в Михайлове, князь Богдан Васильевич Касаткин-Ростовский в том же году начал местнический спор с Турениным. В ответ на жалобу была прислана некая грамота утерянная в 7125 году (1616—1617) из-за похода королевича Владислава. Богдан Васильевич Касаткин-Ростовский утверждал, что по этой грамоте Ростовские князья стоят выше Оболенских, Туренин утверждал, что князь Касаткин-Ростовский ссылается на фальшивую грамоту, ошибочно выданную дьяком Сыдавней Васильевым. Местнический спор продолжался до 1623 года после чего боярская комиссия аннулировала данную грамоту и запретила на неё ссылаться.
В 1618—1620 годы исполнял придворные должности: В апреле 1618 года (в Вербного воскресенье) на царский пир были приглашены бояре и окольничьи. Василий Иванович «смотрел кривой стол». Летом 1619 отец царя Филарет стал патриархом. В честь этого Михаил Фёдорович на царский обед «есть хлеб» пригласил патриарха московского Филарета, патриарха иерусалимского Феофана, церковных деятелей и бояр. На этом пире Василий Иванович заведовал «винами». 25 марта 1620 года (в Благовещенье) на царском обеде был патриах Филарет и бояре. Один из столов «смотрел» Василий Туренин
Ещё в январе 1620 года Василий Иванович Туренин был назначен воеводой в Путивль. Вместе с ним был назначен Сергей Степанович Собакин, но так как спор Туренина с Касаткиным-Ростовским не был завершён, Собакин уехал один. А Василий Иванович присоединился к нему первым воеводой в 1621 году. 17 августа 1621 Собакин уехал, а в 1622 году вторым воеводой был назначен Григорий Андреевич Алябьев. В Путивле разбирал дворян, детей боярских (из Путивля, Новогорла Северского, Чернигова, Рыльска), а также тех атаманов и казаков, что живут в Путивле и Рыльске пригодных для службы. Власьев Г. писал, что Туренин «по решению Собора объявил войну полякам». В конце 7130 (то есть примерно август 1622) года указан воеводой Путивля, а уже 21 декабря 7131 в день «Петра Чудотвоца» (то есть январе 1623) года Василий Иванович «вина нарежал» на обеде устроенной патриархом Филаретом для своего сына царя михаила и бояр. В 1623 году князь Василий Иванович нёс дворцовую службу: «вина нарежал» на пиру в честь Рождества в декабре 7131 (то есть январе 1623), на обедах и пирах января-февраля, апреля-мая, августа 1623
В сентябре 1623 князь Туренин в качестве воеводы отправился вместе с дьяком Воиным Трескиным в Колу. Это было вызвано тем, что в 1623 году Дания, под предлогом защиты интересов Климента Блума, послала к берегам Кольского полуострова эскару из 6 кораблей. Эскадра разорила местные селения и создала угрозу захвата полуострова. На укрепление Кольского острога и был направлен Туренин. 28 сентября воевода и дьяк прибыли в Холмогоры, где к ним присоединился иконописец. Но погода не позволила на ладьях переправиться на полуостров сразу. Прибыв в Колу Василий Иванович составил опись острога 23 ноября 1623 года. Иконописец составил чертёж Кольского острога, но так как даже в Архангельске не удалось найти мастеров «каменного дела» то не все планы Туренина удалось воплотить. Василий Иванович указал на отсутствие тайного хода, недокопанный ров, прохудившиеся тарасы, плохое состояние порохового склада. Часть из этих проблем — закупка леса для обновления защитных сооружений (тарас, катков и отвалов) и копка тайного хода были начаты при Туренине. Но кардинальная перестройка произошла лишь в начале XVIII века. В начале 1624 года Туренин покинул Колу и уже 10 января сделал вклад Николо-Карельскому монастырю.
В 1625 году князь Василий Иванович нёс дворцовую службу: в марте царский двор посетили послы шаха Аббаса. Василий Туренин ездил к ним «с государевым жалованным столом». В мае Василий Иванович присутствовал на новой встрече с послами и перечислен среди думных дьяков. В августе 7133 (то есть сентябре 1625) года Василий Иванович вновь «вина нарежал»
В конце 7133 года (то есть в начале 1626) года Василий Туренин вместе со вторым воеводой Никитой Никитичем Гагариным был направлен в Псков. Там они сменили воевод Василия Петровича Ахамашукова-Черкасского и Моисея Фёдоровича Глебова. Помогавший в Пскове Ахамашукову-Черкасскому и Глебову дьяк Третьяк Копнин остался и при Туренине с Гагариным. По данным «Разрядной книги» под командованием воевод в 1626 году находилось 4807 «ратных и всяких людей» в 1627 году — 2660, а в 1628 году — 2588 таковых. Пробыв в 1626—1628 годы воеводами в Пскове Туренин с Гагариным в 1626 году вернулись в Москву, оставив дьяка Третьяка Копнина новым воеводам князьям Дмитрию Петровичу Лопате Пожарскому и Даниле Григорьевичу Гагарину.
23 ноября 7137 (то есть в декабре 1628) года у царя Михаила Фёдоровича было «новоселье в столовой избе и стол в столовой [избе]». В дворцовых разрядах перечислены бывшие «у стола»: бояре, околничие, «стольники на службе», дворяне, дьяки. А также стольники ведавшие столами. Василий Иванович Туренин указан среди «стольников на службе». Но через месяц 25 декабря 7137 (4 января 1629) за рождественским столом стольник Василий Иванович «вина нарежал». Этим же занимался князь Туренин когда царь 22 марта 7137 (апрель 1629) в честь крещения царевича Алексея Михайловича дал стол для патриарха, бояр и дворян, затем в апреле, мае, июле, августе, сентябре 1629 года. В феврале, марте, апреле 1630 года.
В 1630 году Василий Иванович Туренин-Жар вместе с Семёном Федоровичем Волконским Казанским дворцом были назначены воеводами на Терек. «Книга разрядная…» утверждает, что вместе с князьями Турениным и Волконским было направлено около 1500 человек и на месте около 100 человек. В 1630—1631 годы Туренин был Терским воеводой.
11 марта 1633 (1 марта 7143) года князь Василий Иванович Туренин вновь в качестве стольника «вина нарежал».

### Последний поход
Но в его судьбу вмешалась большая политика. Во время Смоленской войны (которую Россия вела на западных границах), крымские татары и малые ногаи совершили несколько набегов: в 1632 году активно действовали (убивая и забирая в полон) на Калмиусском, Изюмском и Муравском шляхах, а их отдельные отряды доходили до Рязани. В 1633 году новый набег возглавил сын крымского хана Мубарек Гирей. Его отряды доходили до Серпухова и Рязани, а полон уже достигал 5700 человек. Но так как царские войска были заняты на западе, было принято решение послать на Малых ногаев через Астрахань двух воевод — князей В. И. Туренина и П. И. Волоконского.
В апреле 1633 года воеводам Василию Ивановичу Туренину, Петру Фёдоровичу Волконскому и сопровождавшим их письменным головам Фёдору Михайловичу Мякинину и Изоту Ивановичу Толстому с ратниками отправится в Астрахань, а оттуда на Казыев Улус. Поход тиенно на малых ногаев объяснялся несколькими причинами: 1) в 1627 году малые ногаи принесли в Астрахани шерть в верности царю, но нарушили и участвовали в набегах 2) бию Касиму многие мирзы (Ураковы, Мамаевы) подчинялись лишь формально (о чём в Москву сообщал Канай и иные представители Большой Ногайской орды), 3) в феврале 1633 года донские казаки уже имели удачное столкновение на реке Быстрой. Войско формировалось в Астрахани. В него кроме ратников воевод Туренина и Волконского, должны были войти ратные люди из понизовых городов, астраханские и теркские служилые люди, ногайские и юртовские татары, черкасские мурзы и кумыцкие люди. В начале июля войско выступило из Астрахани и через Ногайскую степь направилось к «Можарскому городищу». В ходе похода участвуя в охоте на кабанов Василий Туренин был случайно убит казанским боярским сыном Г.Григорьевым.
Когда 3 августа 1633 года царское войско вошло в брошенное малыми ногаями Можарское городище Василий Иванович Туренин был мёртв. Единственный воевода П.Волконский после подхода всех частей войска нанёс сильный удар по малым ногаям (вскоре Малая Ногайская Орда прекратила существовать) и поставив под угрозу Азов и Крым заставил Мубарек Гирея вернутся домой.
Василий Иванович стал последним представителем рода Турениных. Потомков не имел. Сёстры умерли раньше: Дарья в 1603, затем Елена, а в 1625 году Мария Ивановна Кольцова-Мосальская. После смерти Марии село Богородское-Зубачево перешло к её сыну Михаилу Андреевичу Кольцову-Мосальскому и его потомкам. Но остальные его вотчины вотчины в Оболенском уезде (сёла Хрусталь, Поречье, деревни Симоново, Молчагино, Фурсово, Ряполово, Кузьминская) отошли князю Петру Александровичу Репнину (именуемого Власьевым братом Василия Ивановича), а в 1637 году он же получил принадлежавшую Василию Ивановичу деревню Свиридова Венёвского уезда.

## Комментарии
1. ↑  В Энциклопедическом словаре Брокгауза и Ефрона[1] стоит 1634 год, но в более новые и специализированные источники (например Новосельский А.А.) пишут об июле-августе 1633 года
2. ↑  Энциклопедический словарь Брокгауза и Ефрона и другие исследователи описывая звание рынды отмечают "Оно давалось молодым людям (наиболее рослым и красивым) из лучших фамилий, состоявшим обыкновенно в чине стольников или стряпчих"[11]. Если считать, что Василий Иванович родился в 1590 году, то в 1608 году ему было бы минимум 18 лет, а в 1617 году - минимум 27 лет, но так как маловероятно, что в 1604 году во главе военного отряда стоял несовершеннолетний отрок 14 лет, то год рождения был раньше (например в 1588). А значит в 1617 году Василию Туренину было 29 лет или больше. Но датировка рождения 1580 годом, превращает Василия Ивановича в 1617 году в 37-летнего рынду, что также маловероятно.
3. ↑  В конце  конце 1607 – первой половине 1608 года царь Василий Шуйский провёл несколько встреч с литовскими  послами  Н. Олесницким и А. Гонсевским.  Состав рынд на 6 встречах указанных у Белокурова менялся. В январе 1608 года были указаны: князь Дмитрий Тимофеевич Трубецкой, князь Василий Иванович Туренин, князь Дмитрий Лукич Шербатов, Исаак Семёнович Погожев[17]
4. ↑  Кроме рукописей I и IV этот эпизод описан в рукописи II и там среди принуждавших к отречению названы "князь Василей Тюфякин, Михайло Оксенов, князь Федор Мерин Волконской, Захарий Лепунов и иные дворяне мелкие и дети боярские"[22]
5. ↑  В Архивском экземпляре грамоты он указан под №63, в экземпляре Оружейной Палаты под № 68. И в том и другом варианте он назван "Столник князь Василей Туренин"[32]
6. ↑  А.П. Павлов считал, что свою подпись В Туренин мог поставить на грамоте в 1614-1615 годы[34]
7. ↑   Разрядная книга 7124 года раскрывает их состав: 1 стольник, 56 ростовских дворян и детей боярских, 436 от Ярославля, 616 костомичан, 333 галичанина
8. ↑   Разрядная книга 7124 года раскрывает их состав: 9 нанайских мурз, 2 романовских, 20 человек сибирских царевичей и 10 их даточных людей, 20 касимовских татар.
9. ↑  Бабулин И.Б. пишет, что Василий Иванович был воеводой до зимы 1617 года, но Дворцовые разряды за 7125 год, после известия о болезни Туренина термин мценский воевода употребляют лишь к Скуратову
10. ↑  На этой встрече рындами в дворцовых разрядах названы князь Федор Семенович Куракин, князь Василей Иванович Туренин, князь Данило Григорьевич Гагарин, Замятня Федорович Левонтьев. При этом в одном из списков вместо Туренина указан Федор Матвеевич Бутурлин
11. ↑  Бабулин И.Б. датировал воеводство в Перяславле-Рязанском апрелем  -  декабрём 1617 года
12. ↑  В Дворцовых разрядах сказано, что Туренин "вина нарежал", а кравчие, чашники, церковный дьяк и стряпчий непосредственно наливали вино
13. ↑   В одной версии Дворцовых разрядов указано, что "большой стол смотрел" князь Василий Семенович Куракин, а Туренин "смотрел кривой стол", в другой версии большим столом командовал князь Василий Иванович Туренин, а кривым столом Юрий Игнатьевич Татищев
14. ↑  Ещё 15 августа 7131 года, то есть 25 августа 1623 года Василий Иванович указан в дворцовой должности
15. ↑  Во время воеводства Туренина и Гагарина (а также их непосредственных предшественников и преемников) псковский воевода ведал окрестностями Пскова, а в так называемых "псковских пригородах": Изборске, Гдове, Острове, Опочке и других были свои воеводы.
16. ↑  В одной из пяти версий («список Д») дворцовых разрядов Туренин также указан в качестве стольника 6 января 7137 года, но в «списках Б и В» указан Василий Петрович Ахамашуков-Черкасский, в «списке Г» указан Алексей Иванович Воротынский[71]. В отношении событий 28 марта 7137 (апреля 1630) года также есть разночтения: в «списках Б и В» указан Василий Туренин, в «списке Г» указан Фёдор Андреевич Телятевский, а в отношении 30 марта 7137 года ситуация зеркальная[72]
17. ↑  Источники и исследователи не называют точную дату назначения. В дворцовых разрядах с формулировкой "того же году, сказано воеводам на Терек..." помещена между событиями 21 и 22 февраля 7138 года, в "Книге разрядной" назначения разных воевод мартом 7138 года. Но ещё в начале апреля 1630 года князь был у царского стола, а значит отъезд на воеводство произошёл позже
18. ↑  кроме 2 воевод указаны: стрелецкий и казачий головы (2 человека), 48 детей боярских, 12 стрелецких сотников, 351 конный стрелец, 660 пеших стрельцов, 1 переводчик, 5 толмачей, 1 "часовник", 1 кузнец, 24 пушкаря, а также связаных с ними 8 воротемков и 2 вожей. Туда же направлены астраханский голова, 5 стрелецких сотников, 500 пеших стрельцов. А на Тереке новым воеводам должны были помочь 7 черкасских мурз, 310 жалованных новокрещенов ("юртовских татар и окочан") и 700 иных ("татар, окочан, шибутян, мичкизан") и 220 казаков. Эти же цифры приведены и в 1631 году
19. ↑  У Власьева на стр. 412 ошибочно указано, что Туренин был воеводой в Терском городке до 1633 года, но Басуков и Дворцовые разряды 1632 год сообщают, что новыми воеводами стали Алексей Иванович Головин и Ермолай Иванович Мясоедов[76]. Вероятно это связано с тем, что в "Книге разрядной..." за 7141 - 1633 в стб. 740-741 указана слово в слово, цифра в цифру данные из 1631 (стб 286) и 1632 годов (стб. 351-352) и расходится с иными данными
20. ↑  У Новосельского решение датировано 31 марта 1633 года[82]; в "списках Г и Ж" Дворцовых разрядов - 3 апреля 7171 (то есть 14 апреля 1633)
21. ↑  Дворцовые разряды 7141 - 1633 года сообщают что астраханскими воеводами на тот момент были Алексей Никитич Трубецкой и Борис Иванович Нащокин. По данным Барсукова эти люди были местными воеводами с 1632 по 1635 год[85]
22. ↑  В.В.Трепавлов уточнял, что в походе участвовало 20 детей боярских из низовых городов и 200 астраханских стрельцов. Новосельский А.А. уточнял, что 3 августа 1633 года после того как остановились у Можарского городища у единственного живого воеводы П. Волконского было 685 астраханских конных стрельцов и до 570 служилых людей из низовых городов. Позже присоединились ногайские, юртовские и едмсанские татары — 8250 человек, а также до 350 человек (ратные люди с Терека и черкассы). И численность войска составила 9800 человек[86]
23. ↑  Власьев не пояснил какими братьями приходились друг другу Туренин и Репнин. Если через Михаила Ивановича Оболенского, то пятиюродными.